# Grecia en los Juegos Olímpicos de Atenas 1896
Grecia estuvo representada en los Juegos Olímpicos de Atenas 1896 por un total de 102 deportistas que compitieron en 9 deportes.  

## Medallistas
El equipo olímpico griego obtuvo las siguientes medallas:
| Nombre                                                 | Deporte            | Competición                        |
| ------------------------------------------------------ | ------------------ | ---------------------------------- |
| Oro                                                    |                    |                                    |
| Spyridon Luis                                          | Atletismo          | Maratón M                          |
| Aristidis Konstantinidis                               | Ciclismo en ruta   | Ruta M                             |
| Leonidas Pyrgos                                        | Esgrima            | Florete ind. profesional M         |
| Ioannis Yeoryadis                                      | Esgrima            | Sable ind. M                       |
| Ioannis Mitrópulos                                     | Gimnasia artística | Anillas M                          |
| Nikólaos Andriakópulos                                 | Gimnasia artística | Escalada de cuerda M               |
| Ioannis Malokinis                                      | Natación           | 100 m libre para marineros M       |
| Ioannis Frangudis                                      | Tiro               | Pistola de fuego 25 m M            |
| Pantelís Karasevdás                                    | Tiro               | Rifle militar 200 m M              |
| Yeoryos Orfanidis                                      | Tiro               | Rifle militar 3 posiciones 300 m M |
| Plata                                                  |                    |                                    |
| Jarílaos Vasilakos                                     | Atletismo          | Maratón M                          |
| Miltiadis Guskos                                       | Atletismo          | Peso M                             |
| Panayotis Paraskevópulos                               | Atletismo          | Disco M                            |
| Stamatios Nikolópulos                                  | Ciclismo en pista  | Velocidad M                        |
| Stamatios Nikolópulos                                  | Ciclismo en pista  | 1 km contrarreloj M                |
| Yeoryos Kolettis                                       | Ciclismo en pista  | 100 km M                           |
| Tilémajos Karákalos                                    | Esgrima            | Sable ind. M                       |
| Nikólaos Andriakópulos Petros Persakis Thomás Xenakis  | Gimnasia artística | Paralelas en equipo M              |
| Thomás Xenakis                                         | Gimnasia artística | Escalada de cuerda M               |
| Yeoryos Tsitas                                         | Lucha grecorromana | Categoría abierta M                |
| Antonios Pepanós                                       | Natación           | 500 m libre M                      |
| Ioannis Andréu                                         | Natación           | 1200 m libre M                     |
| Spyridon Jazapis                                       | Natación           | 100 m libre para marineros M       |
| Dionysios Kásdaglis                                    | Tenis              | Individual M                       |
| Dionysios Kásdaglis Dimitrios Petrokókkinos            | Tenis              | Dobles M                           |
| Yeoryos Orfanidis                                      | Tiro               | Pistola de fuego 25 m M            |
| Panayotis Pavlidis                                     | Tiro               | Rifle militar 200 m M              |
| Ioannis Frangudis                                      | Tiro               | Rifle militar 3 posiciones 300 m M |
| Bronce                                                 |                    |                                    |
| Dimitrios Golemis                                      | Atletismo          | 800 mM                             |
| Ioannis Persakis                                       | Atletismo          | Triple salto M                     |
| Ioannis Theodorópulos                                  | Atletismo          | Salto con pértiga M                |
| Evánguelos Damaskos                                    | Atletismo          | Salto con pértiga M                |
| Yeoryos Papasideris                                    | Atletismo          | Peso M                             |
| Sotirios Versís                                        | Atletismo          | Disco M                            |
| Periklís Pierrakos-Mavromijalis                        | Esgrima            | Florete ind. M                     |
| Athanasios Vuros                                       | Esgrima            | Florete ind. M                     |
| Petros Persakis                                        | Gimnasia artística | Anillas M                          |
| Ioannis Mitrópulos Dimitrios Lundras Fílippos Karvelás | Gimnasia artística | Paralelas en equipo M              |
| Aléxandros Nikolópulos                                 | Halterofilia       | Levantamiento con una mano M       |
| Sotirios Versís                                        | Halterofilia       | Levantamiento con dos manos M      |
| Stéfanos Jristópulos                                   | Lucha grecorromana | Categoría abierta M                |
| Efstathios Jorafás                                     | Natación           | 500 m libre M                      |
| Dimitrios Drivas                                       | Natación           | 100 m libre para marineros M       |
| Konstantinos Paspatis                                  | Tenis              | Individual M                       |
| Ioannis Frangudis                                      | Tiro               | Pistola 50 m M                     |
| Nikólaos Morakis                                       | Tiro               | Pistola militar 25 m M             |
| Nikólaos Trikupis                                      | Tiro               | Rifle militar 200 m M              |